# Akimi Barada
Akimi Barada (født 30. maj 1991) er en japansk fodboldspiller, som spiller for den japanske fodboldklub Omiya Ardija.